# Glen Iris
Glen Iris är en ort i Australien. Den ligger i kommunen Stonnington och delstaten Victoria, nära delstatshuvudstaden Melbourne. Antalet invånare är 23 270.
Runt Glen Iris är det mycket tätbefolkat, med 1 411 invånare per kvadratkilometer.. Närmaste större samhälle är Melbourne, nära Glen Iris.
Runt Glen Iris är det i huvudsak tätbebyggt. Genomsnittlig årsnederbörd är 1 244 millimeter. Den regnigaste månaden är juli, med i genomsnitt 140 mm nederbörd, och den torraste är januari, med 49 mm nederbörd.